# Estació de Le Haut-Banc
L'estació de Le Haut-Banc és una estació ferroviària que serveix els municipis francesos de Ferques i Rety (al departament del Pas de Calais).
És servida pels trens del TER Nord-Pas-de-Calais (de Boulogne-Ville a Lille-Flandres i de Calais-Ville a Amiens).
| Provinença     | Estació anterior | Línia                  | Estació següent  | Destinació                        |
| -------------- | ---------------- | ---------------------- | ---------------- | --------------------------------- |
| Calais-Ville   | Caffiers         | TER Nord-Pas-de-Calais | Marquise-Rinxent | Amiens                            |
| Boulogne-Ville | Marquise-Rinxent | TER Nord-Pas-de-Calais | Caffiers         | Lille-Flandres (via Calais-Ville) |